# Rodrigo Segnini Sequera
Rodrigo Segnini Sequera (* 1968 in Caracas) ist ein venezolanischer Komponist.

## Leben
Segnini studierte in Caracas elektronische Musik, Klavier und Musikwissenschaft, danach Musiktechnologie an der Universidad Pompeu Fabra in Barcelona und Komposition an der Tokyo National University of Fine Arts and Music und schließlich computererzeugte Musik am Center for Computer Research in Music and Acoustics (CCRMA) der Stanford University.
Er lebt in Tokio, wo er am DeOS-Electronic Music Studio der Universität arbeitet und im Shimojo Implicit Brain Project mitwirkt.

## Werke
- Maratsade für Tonband, 1992
- Pekuek für Synthesizer und Elektronik, 1994
- Pekuek II für Tonband, 1994–1995
- MPCSSCVEV für Computer, Synthesizer, Sampler, Wind Controller und Live-Darsteller, 1995
- Madriz für CD-ROM, (Konzertversion für 2-Kanal-Tonband), 1995–1996
- Pamine für Klavier und 4-Kanal-Tonband, 1996–1997
- Geidai für 8-Kanal-Tonband, 1999–2000

## Schriften
- Comprender la música electroacústica y su expresión en Venezuela, 1994

| Personendaten    | Personendaten             |
| ---------------- | ------------------------- |
| NAME             | Segnini Sequera, Rodrigo  |
| KURZBESCHREIBUNG | venezolanischer Komponist |
| GEBURTSDATUM     | 1968                      |
| GEBURTSORT       | Caracas                   |